# Hendrik Elias
Hendrik Jozef Elias (ur. 12 czerwca 1902 w Machelen, zm. 2 lutego 1973 w Uccle) – flamandzki polityk, historyk, przywódca nacjonalistycznego Flamandzkiego Związku Narodowego (VNV).

## Życiorys
Studiował filozofię i historię. Karierę polityczną rozpoczął w 1930 r. jako sekretarz Flamandzkiej Narodowej Partii Ludowej (Vlaams Nationale Volkspartij). Od 1932 r. reprezentował okręg Gandawa-Eeklo w belgijskim parlamencie. W 1933 r. przeszedł do Flamandzkiego Związku Narodowego i uzyskał opinię jako zwolennik umiarkowanej linii partii. Po agresji Niemiec na Belgię 10 maja 1940 r., został z ramienia VNV burmistrzem Gentu, chociaż przeciwstawiał się idei włączenia Flandrii do germańskiej Wielkiej Rzeszy. Na początku grudnia 1942 r. – pomimo negatywnego stanowiska Gottloba Bergera – stanął na czele VNV po nieoczekiwanej śmierci dotychczasowego przywódcy Stafa de Clerqa. Prowadził politykę umiarkowanej kolaboracji z Niemcami, zmniejszając rekrutację do Waffen-SS i rozwiązując organizację młodzieżową VNV, która zajmowała skrajnie kolaboracyjne stanowisko. 27 lutego 1944 r. spotkał się w Salzburgu wraz z Jefem van de Wiele, b. przywódcą Niemiecko-Flamandzkiego Związku Pracy (DeVlag) z Reichsführerem SS Heinrichem Himmlerem. Zgodził się wówczas na włączenie Flandrii w skład Wielkiej Rzeszy. Podczas wyzwalania Belgii przez aliantów we wrześniu 1944 r., zbiegł do Niemiec, ale nie wszedł w skład Vlaamsche Landsleiding, rodzaju flamandzkiego rządu na uchodźstwie, kierowanego przez J. van der Wiele. Po kapitulacji III Rzeszy 8/9 maja 1945 r., został aresztowany przez Francuzów i przekazany belgijskim władzom, które wytoczyły mu proces pod zarzutem zdrady stanu. Wyrok śmierci zmieniono na karę dożywotniego więzienia. 24 grudnia 1959 r. został zwolniony z więzienia. W 1971 r. opublikował książkę pt. Vijfentwintig Jaar Vlaamse Beweging, przedstawiającą historię Flandrii od 1780 do 1914 r.